# Neacomys paracou
Neacomys paracou là một loài động vật có vú trong họ Cricetidae, bộ Gặm nhấm. Loài này được Voss, Lunde, & Simmons mô tả năm 2001.